# Cartoon Wars Parte II
«La Guerra de los Dibujos Animados Parte II» llamado «Cartoon Wars Part II» en la versión original. Fue el episodio número 143 de la serie South Park, el cual fue transmitido el 12 de abril de 2006. Es la segunda parte de una historia de dos episodios, que comienza con el episodio «Cartoon Wars Part I».

## Argumento
Al principio del episodio, se anuncia que la segunda parte de la serie "La Guerra de los Cartoons" no será mostrado; en cambio un episodio que gira alrededor de Terrance y Phillip será difundido.
El episodio de Terrance y Phillip en cuestión, titulado "The Mystery at the Lazy 'J' Ranch", incluye una imagen del profeta musulmán Mahoma (o Mohammed en el doblaje hispanoamericano), la cual fue censurada por la CBC (que es la cadena donde transmiten a Terrance y Phillip). Después de la difusión, Terrance y Phillip van con el jefe de la CBC para quejarse acerca de la censura, diciendo que el programa Padre de familia mostrará más tarde a Mahoma sin censura alguna. El jefe de la CBC contesta que esto no importa, ya que alguien probablemente este en camino para detenerlo.
Habiendo abandonado a Kyle herido y sin un vehículo a la orilla de una carretera en el primer capítulo, Cartman llega a las oficinas centrales de la Fox. Allí se encuentra con Bart Simpson quien, al igual que Cartman, quiere destruir al programa Padre de Familia. Cartman lo convence de dejarlo hacerlo solo, (después de comparar su propia hazaña de lograr que Scott Tenorman se comiera a sus propios padres con la del niño parecido a Bart en la que robó la cabeza de la estatua de Jeremías Springfield).
Cartman se reúne con los ejecutivos y finge ser un niño danés llamado Little Danny Pocket (traducido al español hispanoamericano como Anito "El Huerfanito"), diciendo que su padre murió a manos de terroristas durante la controversia por las caricaturas de Mahoma en el periódico Jyllands-Posten y suplica que quiten ese episodio de Padre de Familia. Su historia logra conmover a los ejecutivos, que lo animan a tratar de convencer a los escritores que cedan.
Kyle es llevado a los Estudios Fox en un camión, su objetivo es salvar ese episodio y frustrar los proyectos de Cartman, pero Bart Simpson lo golpea con una patineta, y lo encierra en un armario de mantenimiento. Mientras tanto, el Presidente Bush le dice a unos reporteros que los escritores de Padre de Familia no se les ha podido convencer para cambiar de idea acerca de ese episodio, y que están protegidos por la Primera Enmienda. Los reporteros actúan como si esto fuera algo completamente nuevo y desconocido, haciendo a preguntas como: ¿Cómo va usted a tratar con esta Primera Enmienda? y comentarios como: "Esto de la Primera Enmienda suena a mucha palabrería burocrática".
Cartman finalmente es presentado con el personal encargado de escribir el programa Padre de Familia, que resulta ser un grupo de manatíes. Los mamíferos acuáticos, que viven en un gran tanque, recogen "pelotas de ideas" y los hacen meter esas pelotas dentro de un agujero. Cada pelota tiene el nombre de un sustantivo, un verbo o una referencia cultural escrita en ellas. Cuando las pelotas viajan por un tubo, forman un grupo de palabras, las cuales forman una broma para Padre de Familia: por ejemplo las palabras "Lavandería" + "Cita" + "Ganar" + "México" + Gary Coleman se hace un clip en el que Lois le dice a Peter que si ya llevó su ropa a la lavandería, después de lo cual Peter recuerda que ganó una cita en México con Gary Coleman.
Los manatíes se niegan a seguir trabajando si cualquier "pelota de idea" es retirada de su tanque, ya que se afirma que los manatíes afirman que: "O todo está bien [para satirizar], o nada". Al parecer, los manatíes son los únicos mamíferos incapaces de ser afectados por amenazas terroristas.
Cartman se escabulle en el tanque de los manatíes y quita una pelota de ahí, logrando que dejen de trabajar, y luego convence al presidente de la Fox que los manatíes están demasiado consentidos, son arrogantes y vagos por culpa de los ejecutivos de la cadena Fox. El presidente decide retirar el nuevo episodio de Padre de Familia sólo 25 minutos antes de la hora de transmisión prevista.
Mientras tanto, Kyle ha convencido a Bart de ponerlo en libertad y quiere llegar rápidamente para evitar que el presidente de la Fox se deshaga del episodio. Sin embargo, él y Cartman se encuentran primero, y se enfrentan en una larga pelea a bofetadas, la cual los lleva a otros estudios de televisión, entre estos están los estudios de los escritores y dibujantes de El Rey de la Colina y de La Edad de Hielo. Con la ayuda de Bart, Kyle vence a Cartman. Ambos terminan en las oficinas del presidente de la cadena Fox en el momento en el que está haciendo la llamada telefónica para cancelar a Padre de Familia. Los muchachos le presentan sus dos opiniones contrarias: Kyle discute a favor de la libertad de expresión; Cartman lo amenaza con un arma. El presidente de la red en última instancia decide, a pesar de las amenazas de violencia tanto de Cartman como de los terroristas islámicos, que Padre de Familia debería ser transmitido, y sin la censura, haciendo que Cartman sea vencido por Kyle.
Comienza el episodio de Padre de Familia, y Mahoma aparece en una broma cortada a propósito, entregándole a Peter un "casco de fútbol americano con un salmón encima del mismo casco" (la escena con Mahoma es censurada de South Park por Comedy Central; estos pocos segundos son substituidos por una pantalla negra y las palabras (en Hispanoamérica) "En esta toma, Mohammed le entrega a Peter un casco de fútbol americano. MTV se niega a mostrar la imagen de Mohammed en su cadena"). 
El Presidente Bush ve la escena de Padre de Familia y dice que no tiene nada de malo, ya que "... ellos solamente mostraron a Mahoma de pie, sin hacer nada anormal". El líder terrorista Al-Zawahirí declara acerca del video: "Les advertimos que no mostraran a Mohammed, pero Padre de Familia no nos escuchó y lo hizo; He aquí nuestra venganza contra América".
Los terroristas logran transmitir un video "producido por Al Qaeda", un vídeo groseramente animado mostrando a los recortes de George W. Bush, Carson Kressley, Tom Cruise, Katie Holmes y Jesús, defecando unos sobre otros encima de la bandera norteamericana. Entonces Al Zawahiri declara "¿Les gustó eso? ¡Los Cojimos! ¡Esto fue mucho más gracioso que Padre de Familia".

## Controversia de censura en la vida real
- El 13 de abril de 2006, Comedy Central emitió una declaración que parecía confirmar que la red realmente prohibió a los creadores del programa de televisión South Park transmitir imágenes de Mahoma. La declaración decía: a la luz de los acontecimientos recientes mundiales, sentimos que tomamos la decisión correcta.[1] Esta fue la primera vez que Comedy Central (a diferencia de otras cadenas afiliadas a Comedy central), ha censurado a su propio programa, South Park. Las transmisiones de los capítulos de South Park, El campamento de Gordos y Amor Católico Candente, fueron completamente censuradas. Esos episodios fueron transmitidos por Comedy Central sin censura y aparecen sin censura en sus ediciones en DVD La secuencia de Mahoma de este episodio, sin embargo, permaneció censurada en la 10.ª temporada a la venta en DVD.

- la Liga Católica y la Parents Television Council se quejaron abiertamente del programa por los temas religiosos que aborda y porque les pareció muy ofensiva la imagen y la burla que hacen de Jesús, símbolo del cristianismo, ya que en realidad de Mahoma no hacen ninguna mofa (ni siquiera se muestra su imagen por la censura de Comedy Central).

- La cadena televisiva australiana SBS no ha transmitido este episodio.

- El 13 de abril de 2006 en una entrevista con la productora ejecutiva de South Park, Anne Garefino, (para el weblog The Volokh Conspiracy) reveló que los productores de South Park discutieron con los ejecutivos de Comedy Central acerca de la escena censurada la noche siguiente de la transmisión del episodio. Según Garefino, a los productores se les dio la opción de censurar la escena ellos mismos o dejarla intacta y permitir que la censurara Comedy Central. La decisión de la red televisora según se informa fue más basada en el temor a represalias violentas, que en el deseo de proteger lo que la comunidad internacional musulmana pueda considerar como sagrado. Garefino también confirmó que un clip de Internet que pretendió ser la escena suprimida era una falsificación.

- Mahoma había aparecido anteriormente en otro capítulo de South Park (Súper mejores amigos). A partir de entonces, ha aparecido en todas las secuencias de apertura del programa, a pesar de la controversia de los dos episodios de Cartoon Wars.[2][3]

## Crítica social
Lejos de ser una crítica a los musulmanes por su extremismo, este episodio es una crítica abierta a la sociedad norteamericana por su miedo al terrorismo y por permitir que se pisotee la primera enmienda de la constitución de los Estados Unidos, que habla de la libertad de expresión. De hecho, unos reporteros le reclaman a Bush por haber "inventado" durante su administración dicha enmienda, en clara señal de que los estadounidenses no la conocen. Los protagonistas insisten en que si alguien utiliza el miedo para manipular a otros está practicando el terrorismo y que permitirle a esa persona seguir jugando con el miedo de los demás es un grave error. También es una crítica a los chistes sin sentido de Padre de Familia.

## Críticas y alabanzas del episodio
William A. Donohue, el presidente de la Liga Católica por Derechos Religiosos y Civiles en los Estados Unidos, ha criticado a ambos escritores (Stone y Parker). En la edición del 20 de abril de 2006 de su columna semanal, titulada "South Park y Papa Villa", Brent Bozell, fundador de la organización conservadora Parents Television Council, ha criticado a Viacom por conmemorar insultos al cristianismo por la escena satírica antiamericana que se muestra en este episodio, así como a otra serie animada que insulta al catolicismo, Papa Villa, que transmitió MTV Alemania, otra red operada por Viacom. En una entrevista en el programa norteamericano Nightline, los creadores afirmaron que, al desfigurar a Jesús en este episodio, ellos realzaban la contradicción de que reírse del cristianismo no es ningún problema, mientras que desfigurar al islam está prohibido.

Entrevistador: ¿Han oído ustedes de alguna reacción por parte de Seth MacFarlane o alguien de Padre de Familia sobre las bromas que ustedes hicieron sobre ellos en los dos capítulos de "Cartoon Wars"? ¿Y es seguro dar su opinión sobre Padre de Familia caracterizada en el personaje de Cartman?

Matt Stone: No hemos oído nada. Pienso que solamente están nadando en su tanque.

Trey Parker: Creo que él es un cientólogo.

Matt Stone: Lo que sé de la gente de Padre de Familia, es que estoy seguro que tienen sentido del humor, así que ...

Trey Parker: Todo lo que puedo decirte es bastante interesante, al día siguiente de que el episodio fue transmitido, nos llegaron flores de Los Simpson. Recibimos llamadas por parte de la gente de King of the Hill, diciendo que nosotros hacíamos el trabajo de Dios. Esto no es solamente nuestra opinión.
entrevista con IGN

El creador de Padre de Familia (Seth MacFarlane) al parecer ha tomado el episodio con buen humor, aún haciendo referencias del mismo en los comentarios del box-set en DVD de la cuarta temporada de Padre de Familia, declarando que, cuando South Park los representó haciendo bromas al azar, "estaban muy cerca de la realidad".